# Bloudivci
Bloudivci (Errantia) jsou skupinou kroužkovců.
V tradičních systémech to bylo označení pro mořské živočichy, kteří patří mezi mnohoštětinatce, ale na rozdíl od sedivců (Sedentaria) se pohybují. V moderních systémech se již Errantia takto nevymezují, neboť pohyblivost vznikla v historii mnohoštětinatců mnohokrát a bloudivci jsou si podobní jen povrchně díky konvergenci.
V dnešním pojetí se jako Errantia označuje jedna z korunových skupin kroužkovců, vymezená fylogenetickými molekulárními analýzami.

## Zástupci
Mezi „bloudivce“ patří:
- Nereidka hnědá
- Afroditka plstnatá
- Palolo zelený